# Speedway of Nations 2019
Speedway of Nations 2019 – 2. edycja zawodów żużlowych organizowanych pod patronatem Międzynarodowej Federacji Motocyklowej, będący kontynuacją drużynowych mistrzostw świata organizowanych od 1960 roku.
W sezonie 2019 odbyły się dwa turnieje półfinałowe, z których awans uzyskały po 3 najlepsze reprezentacje. Udział w dwudniowym turnieju finałowym mieli zapewniony gospodarze – reprezentacja Rosji.

## Półfinały

### Pierwszy półfinał
- Landshut, 4 maja 2019

| Miejsce | Kraje    | Suma | Zawodnicy                                                      | Pkt.   | Pkt bieg.                     |
| ------- | -------- | ---- | -------------------------------------------------------------- | ------ | ----------------------------- |
| 1       | Szwecja  | 25   | (1) Fredrik Lindgren (2) Peter Ljung (3) Filip Hjelmland       | 18 6 1 | (3,3,3,3,3,3) (0,1,1,2,2) (1) |
| 2       | Polska   | 24   | (1) Patryk Dudek (2) Bartosz Zmarzlik (3) Bartosz Smektała     | 7 15 2 | (1,3,1,2,0) (2,2,3,2,3,3) (2) |
| 3       | Niemcy   | 20   | (1) Kai Huckenbeck (2) Martin Smolinski (3) Michael Härtel     | 11 8 1 | (2,2,0,2,3,2) (3,1,2,0,2) (1) |
| 4       | Czechy   | 19   | (1) Václav Milík (2) Eduard Krčmář (3) Jan Kvěch               | 16 2 1 | (3,3,3,3,1,3) (1,0,1,0) (0,1) |
| 5       | Słowenia | 19   | (1) Matej Žagar (2) Matic Ivačič (3) Nick Skorja               | 13 4 2 | (2,2,3,2,1,3) (0,3,1) (0,2,0) |
| 6       | Ukraina  | 10   | (1) Andrij Rozaliuk (2) Stanisław Melnyczuk (3) Marko Lewiszyn | 0 8 2  | (0) (1,2,0,2,1,2) (0,0,1,1,0) |
| 7       | Włochy   | 9    | (1) Nicolas Covatti (2) Paco Castagna (3) Michele Menani       | 9 0    | (1,1,2,3,1,1) (0,0,0,0,0) (0) |

### Drugi półfinał
- Manchester, 11 maja 2019

| Miejsce | Kraje           | Suma | Zawodnicy                                                        | Pkt.   | Pkt bieg.                     |
| ------- | --------------- | ---- | ---------------------------------------------------------------- | ------ | ----------------------------- |
| 1       | Wielka Brytania | 26   | (1) Tai Woffinden (2) Craig Cook (3) Robert Lambert              | 12 8 6 | (3,1,2,3,3) (2,2,2,2) (3,3,0) |
| 2       | Dania           | 22   | (1) Niels K. Iversen (2) Leon Madsen (3) Frederik Jakobsen       | 15 5 2 | (3,3,3,3,0,3) (0,0,0,3,2) (2) |
| 3       | Australia       | 22   | (1) Chris Holder (2) Max Fricke (3) Jaimon Lidsey                | 9 12 1 | (1,1,3,2,2) (3,3,2,2,1,1) (1) |
| 4       | Francja         | 16   | (1) David Bellego (2) Dimitri Berge (3) Gaetan Stella            | 10 6 0 | (1,2,1,2,3,1) (0,3,0,1,2) (0) |
| 5       | USA             | 16   | (1) Austin Novratil (2) Luke Becker (3) Broc Nicol               | 1 11 4 | (0,0,1) (2,1,1,2,3,2) (0,1,3) |
| 6       | Łotwa           | 16   | (1) Andžejs Ļebedevs (2) Jevgeņijs Kostigovs (3) Oļegs Mihailovs | 14 2 0 | (2,3,3,3,2,1) (1,1,0,0,0) (0) |
| 7       | Finlandia       | 8    | (1) Jesse Mustonen (2) Tero Aarnio (3) Timo Salonen              | 0 8 0  | (0,0,0,0,0) (2,2,1,1,1,1) (0) |

## Finał

### Runda pierwsza
- Togliatti, 20 lipca 2019

| Miejsce | Kraje           | Suma | Zawodnicy                                                  | Pkt.   | Pkt bieg.                     |
| ------- | --------------- | ---- | ---------------------------------------------------------- | ------ | ----------------------------- |
| 1       | Australia       | 23   | (1) Jason Doyle (2) Max Fricke (3) Jaimon Lidsey           | 16 5 2 | (2,3,3,3,3,2) (1,1,1,1,1) (2) |
| 2       | Rosja           | 22   | (1) Emil Sajfutdinow (2) Artiom Łaguta (3) Gleb Czugunow   | 17 4 1 | (3,3,3,2,3,3) (0,1,1,2,0) (1) |
| 3       | Polska          | 21   | (1) Maciej Janowski (2) Bartosz Zmarzlik (3) Maksym Drabik | 0 17 4 | (0,0,0) (3,2,3,3,3,3) (2,1,1) |
| 4       | Dania           | 19   | (1) Leon Madsen (2) Niels K. Iversen (3) Frederik Jakobsen | 13 2 4 | (3,2,1,3,3,1) (0,0,2,0) (2,2) |
| 5       | Szwecja         | 16   | (1) Fredrik Lindgren (2) Peter Ljung (3) Filip Hjelmland   | 9 7 0  | (2,3,2,0,0,2) (1,2,1,2,1) (0) |
| 6       | Niemcy          | 14   | (1) Erik Riss (2) Kai Huckenbeck (3) Lukas Fienhage        | 5 9 0  | (2,2,1,0,0) (0,3,0,3,1,2) (0) |
| 7       | Wielka Brytania | 10   | (1) Craig Cook (2) Chris Harris (3) Robert Lambert         | 6 2    | (0,1,2,3) (0,2,0,0,0) (1,1,0) |

### Runda druga
- Togliatti, 21 lipca 2019

| Miejsce | Kraje           | Suma | Zawodnicy                                                  | Pkt.   | Pkt bieg.                      |
| ------- | --------------- | ---- | ---------------------------------------------------------- | ------ | ------------------------------ |
| 1       | Polska          | 26   | (1) Patryk Dudek (2) Bartosz Zmarzlik (3) Maksym Drabik    | 6 18 2 | (0,2,1,2,1) (3,3,3,3,3,3) (2)  |
| 2       | Rosja           | 23   | (1) Emil Sajfutdinow (2) Artiom Łaguta (3) Gleb Czugunow   | 14 8 1 | (2,1,3,2,3,3) (3,0,0,3,2) (1)  |
| 3       | Szwecja         | 19   | (1) Fredrik Lindgren (2) Peter Ljung (3) Filip Hjelmland   | 10 9 0 | (1,2,1,2,3,1) (2,1,3,3,0) (0)  |
| 4       | Australia       | 18   | (1) Jason Doyle (2) Max Fricke (3) Jaimon Lidsey           | 14 4 0 | (3,3,2,0,3,3) (0,0,1,2,1) (0)  |
| 5       | Dania           | 18   | (1) Leon Madsen (2) Niels K. Iversen (3) Frederik Jakobsen | 11 2 5 | (3,3,1,0,2,2) (1,1,0) (2,2,1)  |
| 6       | Niemcy          | 16   | (1) Erik Riss (2) Kai Huckenbeck (3) Lukas Fienhage        | 5 11 0 | (1,0,2,2,0) (2,2,0,3,2,2) (0)  |
| 7       | Wielka Brytania | 6    | (1) Craig Cook (2) Chris Harris (3) Robert Lambert         | 4 2 0  | (1,1,0,1,1) (0,0,1,0,0,1) (ns) |

### Klasyfikacja końcowa
| Miejsce | Kraje           | Suma   | Zawodnicy                                                   | Pkt.          |
| ------- | --------------- | ------ | ----------------------------------------------------------- | ------------- |
| 1       | Rosja           | 45+3+5 | Emil Sajfutdinow Artiom Łaguta Gleb Czugunow                | 31+1+3 12+2+2 |
| 2       | Polska          | 47+1   | Maciej Janowski Bartosz Zmarzlik Patryk Dudek Maksym Drabik | 0 35+1 6+0 6  |
| 3       | Australia       | 41+3   | Jason Doyle Max Fricke Jaimon Lidsey                        | 30+3 9+0 2    |
| 4       | Dania           | 37     | Leon Madsen Niels K. Iversen Frederik Jakobsen              | 24 4 9        |
| 5       | Szwecja         | 35     | Fredrik Lindgren Peter Ljung Filip Hjelmland                | 19 16 0       |
| 6       | Niemcy          | 30     | Erik Riss Kai Huckenbeck Lukas Fienhage                     | 10 20 0       |
| 7       | Wielka Brytania | 16     | Craig Cook Chris Harris Robert Lambert                      | 10 4 2        |